# 台東大橋
22°47′31″N 121°08′40″E / 22.792064°N 121.144576°E
台東大橋為台灣臺東縣跨越卑南溪的橋梁之一，由公路總局管轄，屬於台11乙線的一部分，原為鐵索吊橋（建於西元1932年），建於日治時期昭和九年（西元1934年），歷經兩年完工，當時橋長490公尺，是當年東亞最長的鋼索吊橋，為昔日台東八景之一。1965年損毀於黛納颱風，而後重建為水泥橋，隔年竣工通車。在現今中華大橋尚未通車之前為台11線主線。而原台11乙路線為台東市區－知本舊街（中華路）。後來中華大橋完工通車（1991年），兩路段乃互換編號。

## 台東大橋新橋
原台東大橋舊橋因不堪土石沖刷撞擊，基樁嚴重裸露，公路總局台東工務段多次補強，仍評估為危橋，在2009年莫拉克風災時之前就已著手建新橋。新的台東大橋是公路局列管限期完工的工程，2009年7月動工，2010年12月完工並即將啟用。新台東大橋採用鋼箱樑工法，比傳統的混凝土縮短了1年工期。
新橋長720公尺、寬12公尺，雙向各可開闢快、慢車道各一線，共有4條車道，有助於提高運能，並且，新橋橋墩數只用9墩，較不阻礙卑南溪水流，而且橋墩間距可拉大，減少落墩數，降低被沖擊風險。
而已經擁有45年歷史的舊橋，為了新橋安全，已被拆除。

## 資料來源
1. ↑  . 2010-09  [2010-09]. （原始内容存档于2019-05-14）.
2. ↑  .   [2014-10-05]. （原始内容存档于2021-02-02）.
3. ↑  . 2010-04-20  [2010-04-20]. （原始内容存档于2019-05-16）.